# Ołeksandr Tołkacz
Ołeksandr Łeonidowycz Tołkacz, ukr. Олександр Леонідович Толкач (ur. 5 września 1971) – ukraiński piłkarz, grający na pozycji obrońcy, a wcześniej pomocnika.

## Kariera piłkarska

### Kariera klubowa
W 1992 rozpoczął karierę piłkarską w białoruskim klubie Sielmasz Mohylew, który potem zmienił nazwę na Transmasz Mohylew. Na początku 1998 przeszedł do Krywbasa Krzywy Róg. Latem 1999 został wypożyczony, najpierw do Zirki Kirowohrad, a w 2000 do Hirnyka Krzywy Róg. Latem 2001 przeszedł do klubu Frunzeneć-Liha-99 Sumy, ale latem następnego roku klub połączył się z FK Sumy, a piłkarz odszedł do amatorskiego zespołu KZEZO Kachowka. W 2005 powrócił do Hirnyka Krzywy Róg, w barwach którego w końcu 2006 zakończył karierę piłkarską.

## Sukcesy i odznaczenia

### Sukcesy klubowe
- mistrz Pierwszej Lihi Białorusi: 1996
- brązowy medalista Mistrzostw Ukrainy: 1999